# V zone osobogo vnimanija
V zone osobogo vnimanija (В зоне особого внимания) è un film del 1977 diretto da Andrej Maljukov.

## Trama
Durante le esercitazioni militari, tre gruppi di sabotaggio vengono inviati alle spalle del “nemico” con il compito di catturare il posto di comando mascherato del “nemico”. Il termine per l'assegnazione è di due giorni.